# Антоніо Гауді
Анто́ніо Гауді́-і-Корне́т (ісп. Antonio Gaudí y Cornet, або Анто́ні Ґауді́-і-Курне́т, кат. Antoni Gaudí i Cornet; 25 червня 1852, Реус — 10 червня 1926, Барселона) — каталонський та іспанський архітектор, новатор форми та один із найяскравіших представників стилів ар-нуво та модерн в архітектурному мистецтві. Більшість його робіт зосереджена в Барселоні. Найвідоміша будівля — Храм Святого Сімейства.
Триває процес його беатифікації.

## Біографія

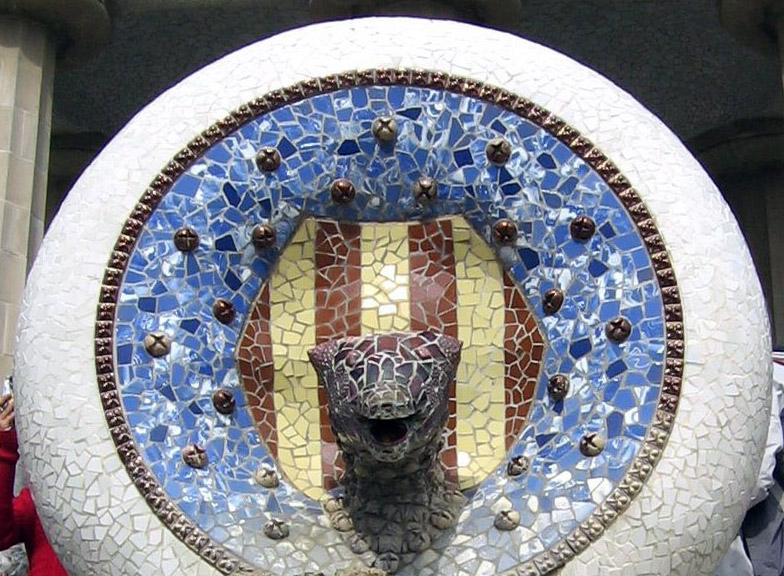

Антоніо Гауді народився в невеличкому місті Реус поблизу Таррагони (Каталонія). Хрещений під повним іменем Анто́н Пла́сіт Ґільє́м Гауді́ (Antón Plàcit Guillem Gaudí): саме під хресним ім'ям Антон (і поважним зверненням ісп. don Antón) його знали співробітники, а в офіційних документах він підписувався як іспанською версією імені Антоніо (ісп. Antonio), так і каталанською Антоні (кат. Antoni). Його батько був ремісником-казанярем. Мати померла, коли він ще був дитиною, брат і сестра теж померли молодими.
Сам Гауді починає цікавитись архітектурою та малюванням ще у школі, в Реусі, а в 1870 році переїжджає в Барселону, щоб згодом вступити до місцевого університету на факультет архітектури. Для цього він декілька років готується, одночасно підробляючи креслярем у місцевих архітекторів.
У студентські роки індивідуальність його світосприйняття проявилася досить гостро, кажуть, що він ненавидів аналітичну геометрію з її прямими лініями та кутами, взагалі «мертві» теоретичні предмети. Натомість захоплювався криволінійними формами та розмаїттям живої природи, з якого потім виріс його унікальний, різноманітний за формою та кольорами стиль.
Під час навчання в Барселонській регіональній школі архітектури Гауді проводив чимало часу в бібліотеці закладу, докладно вивчаючи фотографії куполів, ступ і мінаретів Єгипту, Марокко та Індії. Ці зображення, безперечно, справили враження на молодого архітектора.
Барселонський університет закінчує в 1878 році. «Або геній, або божевільний» — так сказали про нього на випускному екзамені.
У час закінчення університету вже мав непогані зв'язки в архітектурних колах Барселони, зробив декілька успішних проєктів — це дозволило йому досить легко та швидко стати успішним архітектором. Пізніше він навіть і не залишав Барселони, за винятком коротких подорожей до Марокко в 1887 та візитів у Кастилію, де в нього був один проєкт.
Він був фігурою досить ексцентричною. Його дивовижні, навіть божевільні[джерело?] й супервитратні проекти щедро фінансував багатий промисловець-бавовняр Аузебі Ґуель, завдяки якому Гауді міг зосереджуватися на творчості, абсолютно не думаючи про гроші.

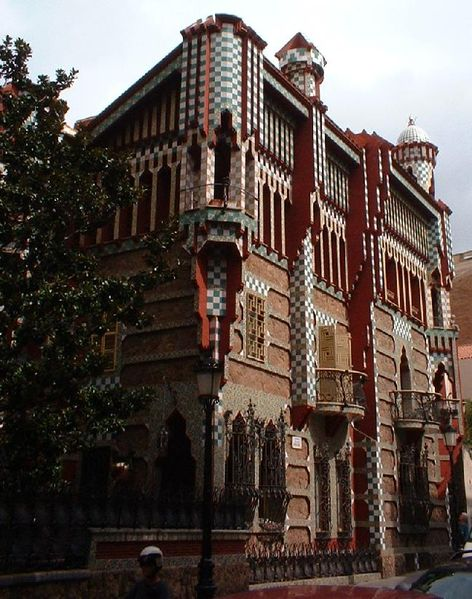
Фасад будинку Вісенс

З дитинства потерпаючи від ревматизму, він створив для себе певний «здоровий спосіб життя», їв лише вегетаріанське, інтенсивно займався водними процедурами, обов'язково робив щоденні піші прогулянки. Від того місця де він жив з 1906 року до останнього та найвеличнішого його проекту — Храму Святого Сімейства, було майже чотири кілометри, цю відстань він щодня проходив пішки. Власне, усюди ходив тільки пішки, і це зрештою обернулось трагедією.

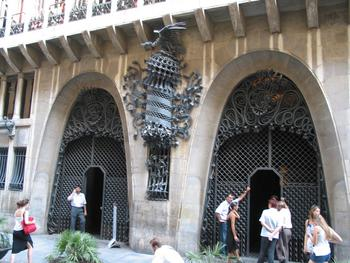
Вхідний портал Палацу Ґуель

Гауді в студентські роки можна назвати денді. Йому подобалось модно одягатись, вести досить розкутий спосіб життя. І абсолютним контрастом до цього є Гауді після 40 років, майже фанатичний католик, який вів екстремальний, чернечий спосіб життя, дотримувався суворих постів, а після їх закінчення, як кажуть, «тримав шлунок напівпустим, щоб залишити місце для Бога». Щоденно сповідувався в гріхах та прагнув присвятити життя Богові, давши обітницю тепер працювати лише над релігійними замовленнями, ставав все більш нетерпимим до будь-якої критики своїх робіт, постійно вступав в конфлікти з владою, критикував сучасників та класиків…
Смерть застала Гауді 7 червня 1926 року. Близько 6 години ранку він за звичкою йшов до будівельного майданчику Собору Святого Сімейства і на одному зі жвавих перехресть вулиць був збитий трамваєм. Але цього убогого, погано вдягненого старого, мабуть, сприйняли за місцевого жебрака; таксисти довго відмовлялись везти його до лікарні. Робітники з майданчика, помітивши відсутність Гауді протягом декількох годин, почали розшукувати його і нарешті знайшли в місцевій лікарні для бідноти. 10 червня від отриманих поранень Антоніо Гауді помер. Поховали його в склепі незавершеного й досі Собору Святого Сімейства в Барселоні.

## Архітектурна спадщина
У 1970-х роках стан визначних творінь Антоніо Гауді був плачевним. Так фасад Будинку Міла (Ла Педрера) потребував доброї чистки, на першому поверсі будівлі розмістився салон лотерейних квитків, а єдина черга біля входу вела в тютюнову крамницю.
Будинок Бальо, з іншого боку провулку Ґрасія, був взагалі зачинений для публіки, а відвідувачів Сагради Фамілії (Храм Святого Сімейства) можна рідко було нарахувати більше десятка, ідея про завершення його будівництва була поширеним жартом.
Понад 30 років по тому, у 2002 році, оголошеному міжнародним роком Антоніо Гауді геній архітектора нарешті отримав запізніле світове визнання. У той час кілька будинків Гауді все ще знаходились у приватній власності, і міська рада Барселони звернулась до власників із проханням відкрити їх для відвідувань, після чого популярність архітектурної спадщини Гауді суттєво зросла, а влада міста продовжує зусилля з відновлення і підтримки архітектурних скарбів..

## Творчість

### Будинок Вісенс
Будинок Вісенс — будинок у Барселоні, замовлений Мануелем Вісенсом у Гауді, власником цегляної та плиткової фабрики (який, до речі, був практично розорений цим будівництвом).
«Будинок, з якого все почалося» — так називають це перше велике творіння Антоніо Гауді.

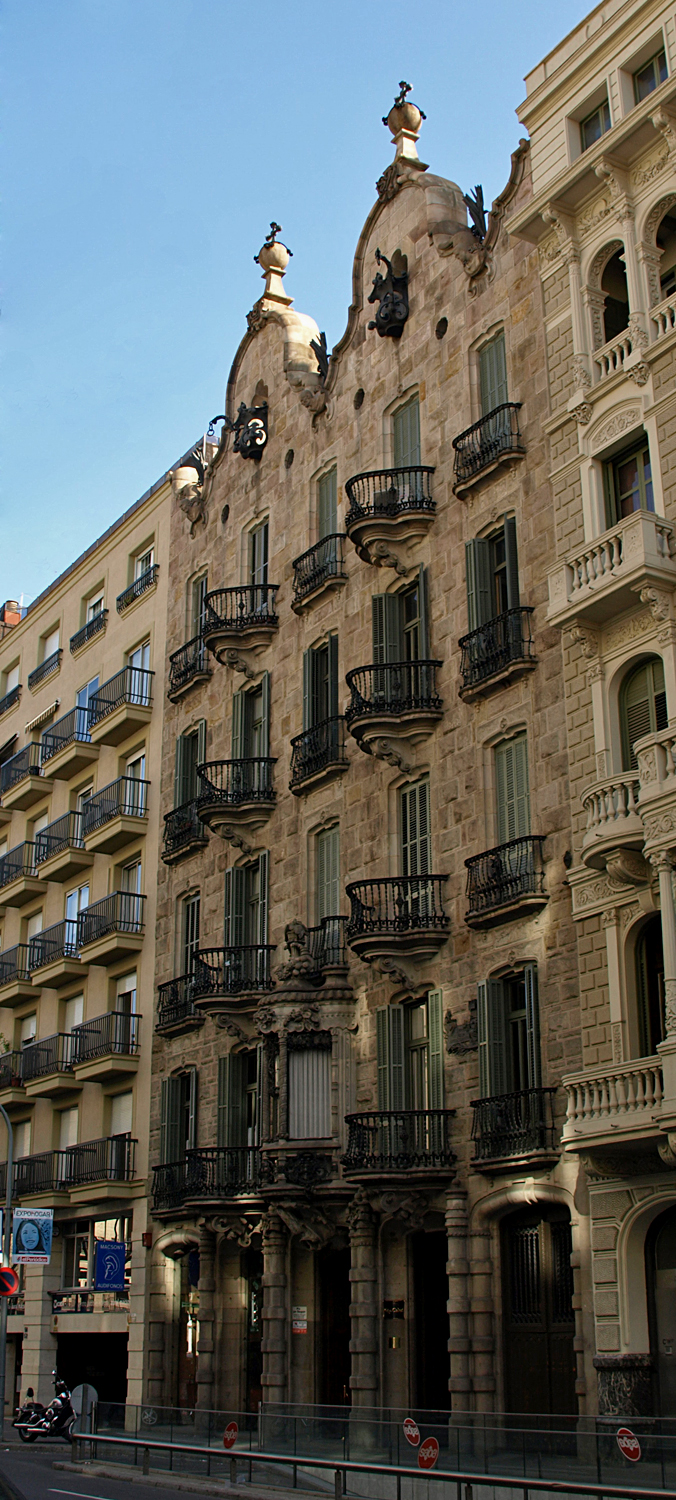
Фасад будинку Калбет

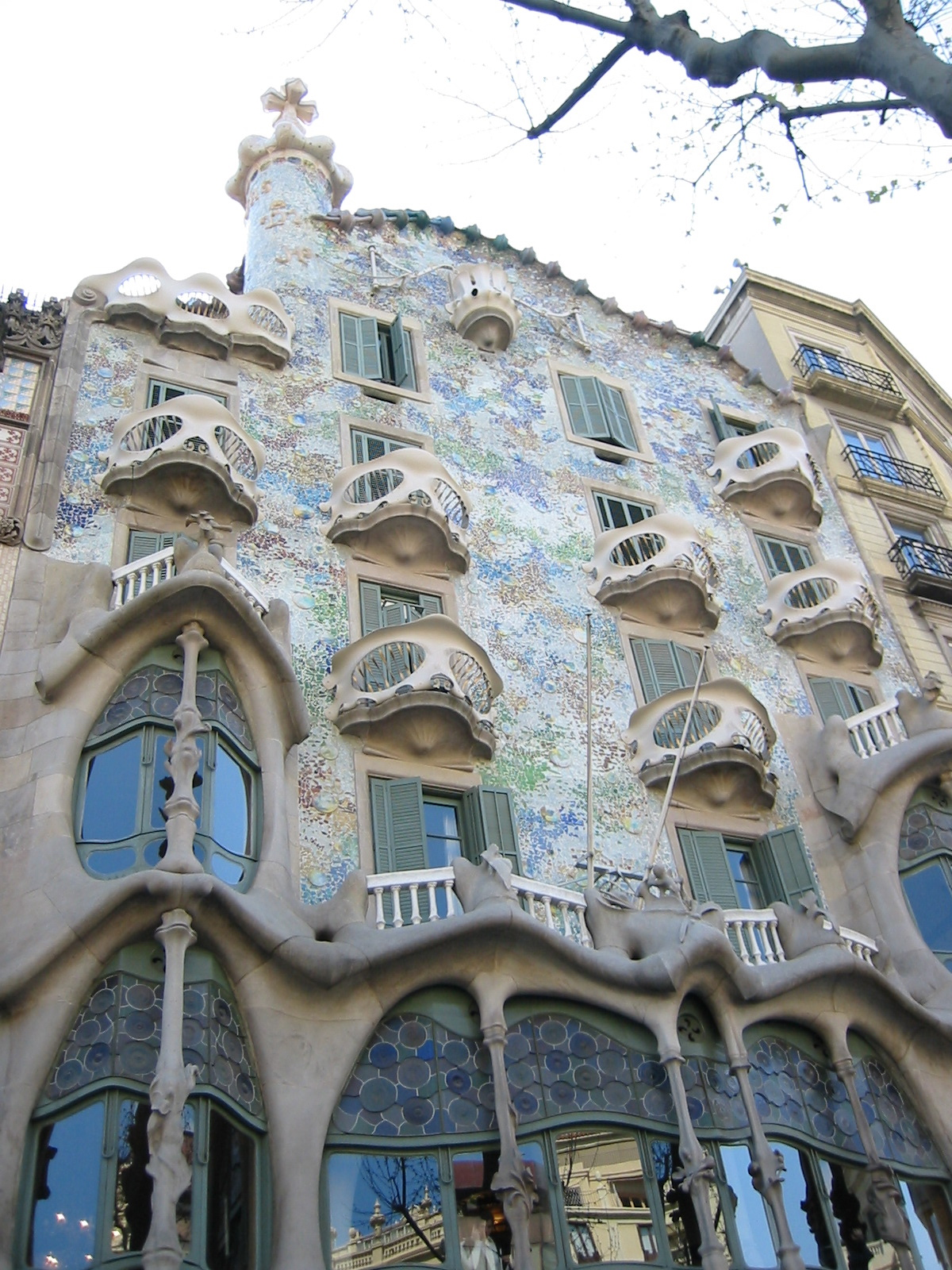
Фасад будинку Бальо

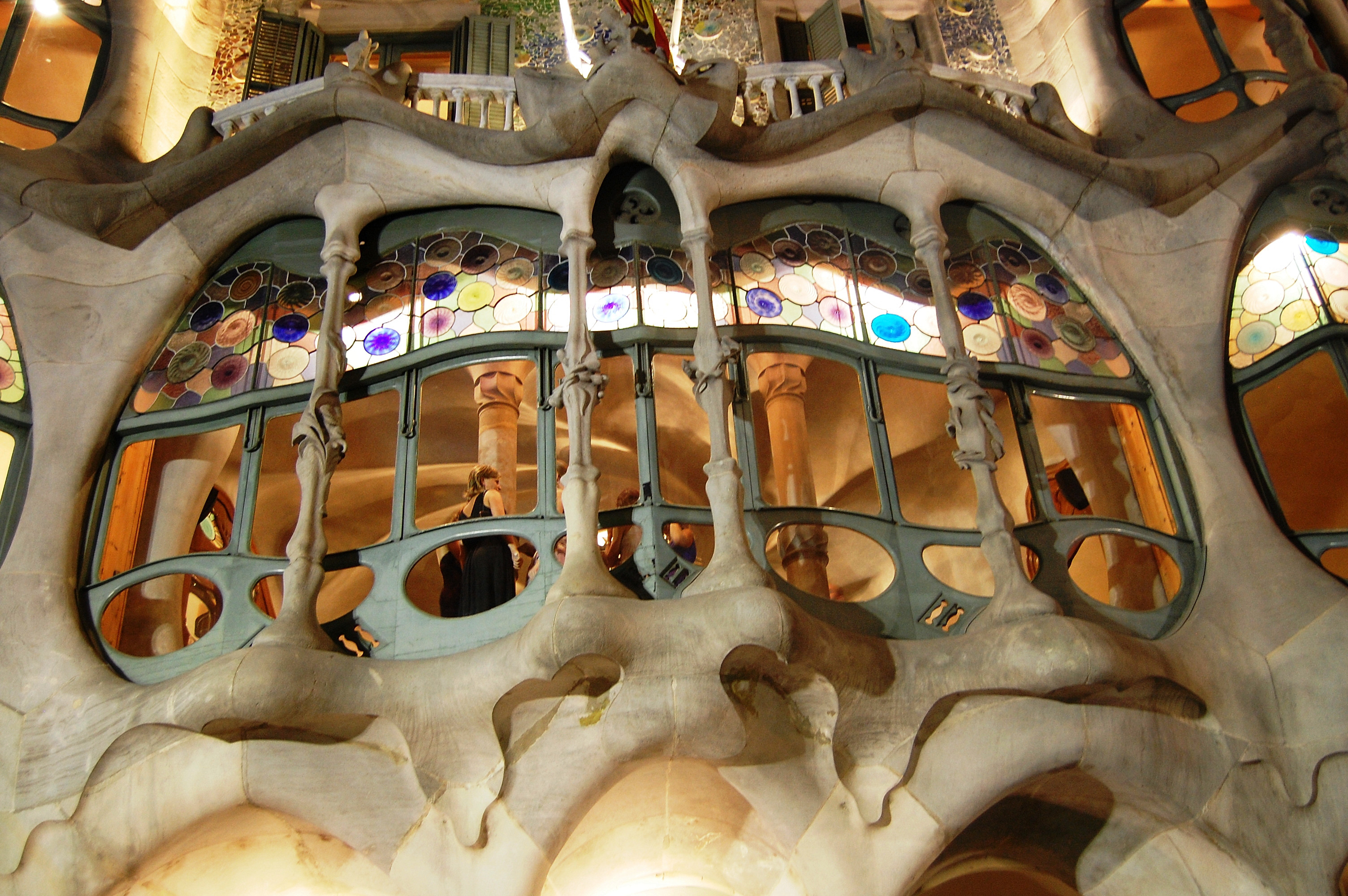
Будинок Бальо, балкон

Елементи фасаду, маленькі ажурні башти нагадують про марокканські та єгипетські архітектурні мотиви, декоративне керамічне оздоблення шаховим орнаментом яскраво виділяється на фоні необтесаного каменю та охряної цегли, з яких зроблений будинок. В орнаментах кованих брам на вікнах та балконах використані рослинні мотиви. В інтер'єрі будинку також майстерно поєднані мавританські, індуїстські, японські та європейські мотиви.

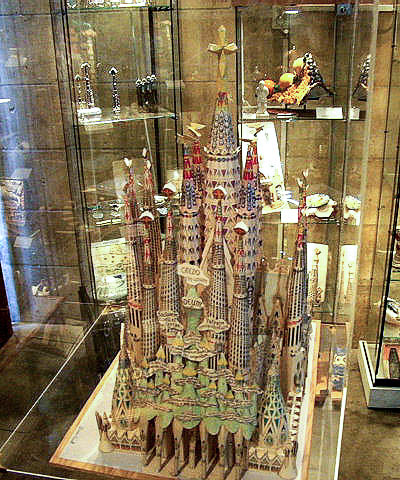
Модель завершеного Храму Святої Родини

Для відвідувачів Відкриття Будинку Вісенс, заплановане на Великдень 2017 року. Після відкриття будинку, який визначений Всесвітньою спадщиною ЮНЕСКО, в ньому буде створено музей, освітні заходи і лекційний зал. Щоби запобігти натовпу, щоденне число відвідувачів буде обмежене.

### Палац Ґуель
Палац Ґуель (кат. Palau Güell) (адр. Carrer Nou de la Rambla 3-5) — міський будинок, замовлений промисловцем (та багаторічним спонсором Гауді) Аузебі Ґуелєм.
Фасад будинку облицьований плитами сірого мармуру, лише між двома арками встановлена декоративна колона з каталонською емблематикою та вензелями господаря.
Через незвичні арки параболічної форми гості могли вільно проїжджати в просторий вестибюль будинку прямо в екіпажах, а в самому вестибюлі передбачений спіральний спуск в підвал, де знаходяться стайні.
В будинку 127 колон і кожна з них унікальна — від приземлених, грибовидних в підвалі, до елегантних полірованих з піренейського змійовика в приймальній залі.
В центрі будинку знаходиться зал з куполом висотою 17,5 метрів. В залі також встановлений орган унікальної конструкції з системою труб, які виходять в верхню галерею.
Інші кімнати розташовані довкола центральної зали. Особливо цікавим є оформлення стелі кожної з кімнат. Розкішна кипарисова та евкаліптова обшивка, ажурна металева арматура. Не менш унікальними є й меблі, також спроектовані Гауді.
На стелі будинку знаходиться невеликий купол із загостреною вежею. Він оточений 18 вишуканими кам'яними скульптурами.

### Будинок Калбет
Будинок Калбет — мабуть, єдина споруда, задля якої Гауді довелося йти на компроміси. Власне, це був восьмиквартирний будинок з підвалом та цокольним поверхом, в якому планувалось розташувати офісні приміщення.
Проект Гауді був досить простим, майже традиційним, як для нього, але все ж таки несе відмітку індивідуальності автора, насамперед своїми численними балконами з ажурними брамами. Як будівельний матеріал Гауді застосував необтесаний камінь. На стіні другого поверху, який займав господар будинку, Гауді розмістив рельєфне зображення гриба — відомо, що Калбет був захопленим грибником.

### Будинок Бальо
В будинку Бальо (кат. Casa Batlló) Гауді досягнув апогею своєї захопленості криволінійними формами та «органічними» мотивами, застосувавши його абсолютно до всього — від фасаду до інтер'єрів та меблювання. Покрівля викладена черепицею так, що нагадує риб'ячу луску. Сальвадор Далі з захопленням писав про цей будинок: «Це величезна, дивовижна, яскрава, переливчаста мозаїка з неперевершеною грою фарб, що іскряться, а з них проступають водні стихії»

### Будинок Міла
Будинок Мілла, який часто називають «Педрерою» (кат. Casa Milà / La Pedrera), кам'яною печерою. Гауді тут досяг сюрреалістичної атмосфери, з хвилястим фасадом, криволінійними формами та ексцентричними димарями-дзвонами. Сам Гауді про цей будинок казав: «Його форми перегукуються з контурами гір, які оточують Барселону та їх можна побачити з даху цього будинку».

### Храм Святого Сімейства

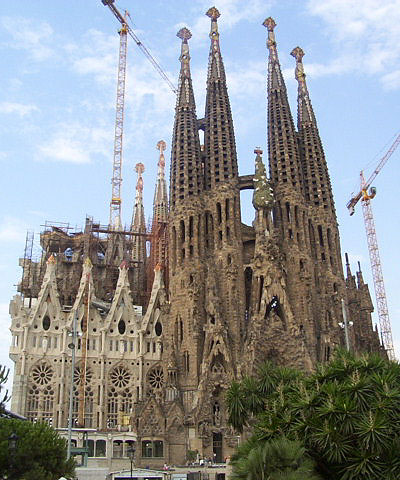
Храм Святого Сімейства (Храм Святої Родини)

Храм Святого Сімейства (Храм Святої Родини, кат. Temple Expiatori de la Sagrada Família)  — кульмінація творчості Антоніо Гауді.
Цю величну церкву почали будувати ще у 1882 році на пожертви віруючих, хоча сам Гауді був залучений до проекту лише 1884 р.
До самої смерті весь свій час він присвятив цьому будівництву, відволікаючись зрідка на інші проєкти, а з 1914 року повністю зосередившись на соборі.
Трагічна загибель архітектора у 1926 р. не зупинила будівництво, воно продовжується й дотепер. Грандіозність задуму можна оцінити лише з того факту, що завершення його планується лише на 2026 рік.
Храм Святого Сімейства за задумом мав стати архітектурним втіленням Нового Заповіту, непорушності християнських вірувань.
Звідси й глибокий символізм храму. Згідно з проектом, храм має три фасади, кожний з яких має власну назву: західний — Різдва, східний — Страждань Христових, та південний — Вознесіння. Кожен фасад має чотири вежі висотою понад 100 метрів. Всього заплановано дванадцять башт, що символізують кількість апостолів.
З трьох фасадів за життя Гауді майже збудований був лише один. Він має три входи, що символізують Віру, Надію та Милосердя, які прикрашені скульптурними групами за євангельськими сюжетами.
Окрім башт за проектом Храм увінчується ще чотирма — більш високими — вежами, що символізують чотири Євангелія. Головна дзвіниця Ісуса Христа, увінчана хрестом, матиме заввишки 170 метрів, а друга за висотою дзвіниця Діви Марії — 120 метрів.

## Цікаві факти
- Дитинство Гауді пройшло біля моря. Враження про перші архітектурні досліди проніс через усе життя. Тому всі його будинки нагадують замки з піску.
- Через ревматизм хлопчик не міг грати з дітьми і часто залишався на самоті. Його увагу надовго привертали хмари, равлики, квіти. Мріяв стати архітектором, але при цьому не хотів нічого винаходити — хотів будувати так, як будує природа, і найкращими з інтер'єрів вважав небо і море, а ідеальними скульптурними формами — дерево і хмари.
- Коли шкільний учитель зауважив одного разу, що птахи можуть літати завдяки своїм крилам, підліток Антоніо заперечив: крила є і в домашніх курей, але літати вони не вміють, зате завдяки крилам швидше бігають. І додав, що крила потрібні й людині, тільки вона не завжди знає про це.
- Коли Гауді був студентом архітектурного семінару Барселонського університету, його керівник не міг вирішити з ким має справу — з генієм чи божевільним.
- Темою навчального проєкту Гауді вибрав ворота кладовища, і це були ворота фортеці — вони розділяли мертвих і живих, проте свідчили, що вічний спокій — всього лише нагорода за гідне життя.
- У Гауді були різні очі: одне — короткозоре, інше — далекозоре, але він не любив окуляри і говорив: «Греки окулярів не носили».
- «Це безумство — намагатися зобразити неіснуючий об'єкт», — писав у своєму юнацькому щоденнику.
- Ненавидів замкнуті й геометрично правильні простори, а стіни доводили його прямо-таки до божевілля; уникав прямих ліній, вважаючи, що пряма лінія — це породження людини, а коло — породження Бога.
- Пізніше скаже: «… зникнуть кути і матерія щедро постане у своїх астральних округлостях: сонце проникне сюди з усіх боків і виникне образ раю… так мій палац стане світліше світла».
- Щоб не «різати» приміщення на частини, придумав власну безопорну систему перекриттів. Тільки через 100 років з'явилася комп'ютерна програма, здатна виконати подібні розрахунки: це — програма НАСА, яка розраховує траєкторії космічних польотів.
- Зразком досконалості вважав куряче яйце, як знак упевненості в його феноменальній природній міцності деякий час носив сирі яйця, які брав з собою для сніданку, прямо в кишені.
- Друзі відзначали його абсолютно фантастичну спритність, як, наприклад, вміння ловити мух на льоту лівою рукою.
- Гауді був художником-майстром у вищому сенсі цього слова. Проєктував не тільки будівлі, але й дивовижні меблі, химерні решітки огорож, воріт і перил. Своє дивовижне вміння мислити і відчувати в трьох вимірах пояснював спадковістю: батько й дід — ковалі, один дід матері — бондар, інший моряк — «люди простору і розташування».
- Його батько був мідником і цей факт, безумовно, вплинув на пристрасть Гауді до художнього лиття. Багато дивовижних творінь митця зроблені з кованого заліза, найчастіше його власними руками.
- У молодості архітектор був затятим антиклерикалом, проте потім став переконаним католиком. Останні роки зодчий провів як аскет-відлюдник, повністю присвятивши всі свої сили та енергію на створення безсмертного собору Святого Сімейства, який став вищим втіленням не тільки його унікального таланту, але й віри.
- Гауді розчавили два трамваї 7 червня 1926 року. Кажуть, ніби рух трамваїв у Барселоні вперше почався саме в цей день, але це тільки легенда.
- Талант Гауді був широко відомий у Каталонії — замальовки його складчастих склепінь можна виявити в шляховому альбомі зовсім ще молодого Ле Корбюзьє. Проте по-справжньому «відкрили» Гауді тільки в 1952 році, через 26 років після смерті, коли відбулася величезна ретроспективна виставка його робіт.
- Іспанські католики не раз зверталися з проханням до Папи Римського про можливість канонізації Гауді.[9]